# توني آدمز
توني ألكساندر آدمز (بالإنجليزية: Tony Adams)‏، من مواليد 10 أكتوبر 1966، لاعب كرة قدم إنجليزي سابق، ومدرب كرة قدم حالي.
بدأ مسيرته الكروية مع نادي آرسنال الإنجليزي، ولعب معهم بين عامي 1983 و2002، وقد شارك معهم في 668مباريات وسجل 49هدف. و قد لعب مع منتخب إنجلترا لكرة القدم بين عامي 1987 و2000، وقد شارك معهم في 66 مباراة وسجل 5 أهداف. و في موسم 2003/2004 درب نادي ويكومب واندرز الإنجليزي، ومنذ عا 2006 وهو يعمل مساعد لمدرب نادي بورتسموث.

## مسيرته الكروية
لعب توني آدمز خلال مسيرته الاحترافية مع نادِ واحدٍ في تسعة عشر موسمًا وسجل خلالها 32 هدفًا ضمن 504 مباراة. حيث فاز في أربعة مواسم بالكأس وفي أربعة مواسم بالدوري.
خاض توني آدمز مسيرته مع نادي أرسنال في موسم 1983–84 ليلعب معه تسعة عشر موسمًا، مشاركًا في 504 مباراة سجل خلالها 32 هدفًا.